# Книтель, Денис Александрович
Денис Александрович Книтель (29 ноября 1977, Душанбе, Таджикская ССР, СССР) — таджикский и российский футболист, защитник. Мастер спорта.

## Карьера
Начинал свою карьеру в чемпионате Таджикистана. В 1996 году Книтель становился призёром чемпионата страны в составе «Ситоры». В 1998 году он перешёл в «Варзоб». С ним защитник трижды подряд побеждал в таджикском первенстве и обрел звание «Мастера спорта».
В 2001 году Денис Книтель перебрался в Россию. В течение нескольких лет он выступал за команды Второго дивизиона: «Жемчужина» (Сочи), «Кузбасс-Динамо» и «Спартак» (Щелково).

## Сборная
С 2000 по 2003 гг. Книтель выступал за национальную сборную Таджикистана. Вместе с нею он принимал участие в отборочном турнире к Чемпионату мира 2002 года. Всего за сборную Таджикистана он провел 11 игр и забил 1 гол.

## Достижения
- Чемпион Таджикистана (3): 1998, 1999, 2000.
- Обладатель Кубка Таджикистана (1): 1999.
- Серебряный призёр Чемпионата Таджикистана (1): 1996.